# رویداد مرگ توده‌ای
رویداد مرگ توده‌ای (به انگلیسی: Mass mortality event) حادثه‌ای است که تعداد زیادی از افراد از یک گونه را در مدت زمان کوتاهی می‌کشد. این رویداد ممکن است یک گونه را در معرض خطر انقراض قرار دهد یا یک اکوسیستم را نگران کند. این نوع رویداد با مرگ انبوه در آرایه حشرات نوظهور کوتاه‌عمر و همسن که یک رخداد پیوسته و غیرفاجعه‌آمیز است، متمایز است.
سبب‌های رویداد مرگ توده‌ای شامل بیماری‌ها و فعالیت‌های مرتبط با انسان مانند آلودگی هستند. افراط‌های آب‌وهوایی و دیگر تأثیرهای محیطی مانند استرس اکسیژن در محیط‌های آبی، مانند گرسنگی نقش دارند. در بسیاری از رویداد مرگ توده‌ای عوامل استرس‌زا وجود دارد. تجزیه و تحلیل چنین رویدادهایی از سال ۱۹۴۰ تا ۲۰۱۲ نشان داد که این رویدادها برای پرندگان، ماهیان و بی‌مهرگان دریایی رایج تر شده‌است، اما برای دوزیستان و خزندگان کاهش یافته و برای پستانداران تغییر نکرده‌است.